# Осіївка
Осі́ївка — село в Україні, в  Бершадській міській громаді Гайсинського району Вінницької області.

## Географія
Селом протікає річка Осіївка, права притока Південного Бугу.

## Транспорт
Через село проходить вузькоколійка (станція Осіївка).

## Історія
7 (20) листопада 1917 року, відповідно до Третього Універсалу Української Центральної Ради, увійшло до складу Української Народної Республіки.
Під час другого голодомору у 1932–1933 роках, проведеного радянською владою, загинуло 475 осіб.
12 червня 2020 року, відповідно розпорядження Кабінету Міністрів України № 707-р «Про визначення адміністративних центрів та затвердження територій територіальних громад Вінницької області», село увійшло до складу Бершадської міської громади.
19 липня 2020 року, в результаті адміністративно-територіальної реформи та ліквідації Бершадського району, село увійшло до складу Гайсинського району.

## Люди
В селі народилися:
- Бойчук Віталій Миколайович (1974) - доктор педагогічних наук, професор
- Дабіжа Віталій Анастасійович (08.06.1980 — 10.07.2022) — український військовик, учасник російсько-української війни[5].
- Лихенко Варфоломій Микитович (?1889 — 1920) - перший голова радянського колгоспу та активіст щодо комунізації на селі, за що і був вбитий петлюрівцями.
- Сава Манзій —український вчений, доктор біологічних наук, професор Інституту зоології НАН України;[6]
- Прик Василь Микитович (1927—2008) — Заслужений юрист України, Почесний працівник Прокуратури, у 1979—1991 рр.- Заступник Прокурора Української РСР
- Русначенко Анатолій Миколайович — історик, Академік АН ВШ України.

похоронені:
- Коцан Петро — український військовик, учасник російсько-української війни[7].

- Глушков Сергій Юрійович (28.11.1983 — 02.05.2023) — український військовик, учасник російсько-української війни[8].